# Чезари, Джузеппе
Джузеппе Чезари, по прозваниям Джузеппино и Кавалер д’Арпино (итал. Giuseppe Cesari, Il Giuseppino, Cavalier d'Arpino; 14 февраля 1568, Арпино — 3 июля 1640, Рим) — итальянский живописец периода контрманьеризма. Работал в Неаполе и Риме. «Типичный представитель натуралистических тенденций позднего маньеризма». Учитель известных художников Гвидо Рени и Караваджо.

## Биография и творчество
Джузеппе Чезари родился в феврале 1568 года в Арпино, в провинции Фрозиноне (Лацио), в дворянской семье живописца Муцио ди Полидоро («живописца д’Арпино») и Джованны ван Мандер (дочери испанского дворянина). Семья вскоре после рождения Джузеппе переехала в Неаполитанское королевство. Джузеппе учился живописи под руководством отца — Чезаре д’Арпино, а также в Риме, куда он прибыл, вероятно, в 1582 году, у Р. Мотты и Кристофоро Ронкалли по прозванию Помаранчо. В тринадцать лет он был настолько искусен, что расписал фасад одного из римских палаццо, а затем составил себе известность картинами, выполненными по рисункам Микеланджело.
В Риме он работал под руководством Чирчиньяни над украшением Лоджий Ватикана и «Зала кьяроскуро» (Sala dei Chiaroscuri). Первой крупной работой Чезари, выполненной в возрасте двадцати лет, была роспись правого контрфасада церкви Сан-Лоренцо-ин-Дамазо (1588—1589). Затем получил заказ на росписи свода сакристии в Чертоза-ди-Сан-Мартино в Неаполе. Однако, очевидно, что «именно в художественной сфере Ватикана молодой Чезари, ещё не ставший рыцарем, прославился своим творчеством».
В 1585 году Джузеппе Чезари стал членом римской Академии Святого Луки. В 1586 году был принят в члены Папской академии изящных искусств и словесности виртуозов в Пантеоне. С 1591 года был занят на многих работах в Риме, в частности, писал фрески свода капеллы Контарелли в церкви Сан-Луиджи-дей-Франчези, но не закончил их и оставил работы в церкви своему ученику Караваджо, который и прославил эту церковь своими произведениями.
Григорий XIII и девять следовавших за ним пап поручали Чезари более или менее важные работы. Кардинал Альдобрандини, для которого он написал Юдифь (на вилле Альдобрандини, во Фраскати), взял его с собой в Париж, где король Генрих IV сделал его кавалером Ордена Святого Михаила.
Впоследствии, будучи приглашен в Неаполь, Чезари изготовил картоны для стенной росписи сакристии в Соборе Святого Януария, но интриги живописца Коренцио помешали ему написать по ним фрески.
Важнейшими из произведений Чезари считаются фрески на сюжеты древнеримской истории, украшавшие большой зал в Палаццо деи Консерватори на Капитолии в Риме. Другие его работы находились в римских церквях Сан-Сильвестро на Монтекавалло, Санта-Прасседе, Санта-Мария-Маджоре и в церкви Сан-Франческо в Перудже.
Среди заказчиков Чезари, помимо богатой капитолийской аристократии, были также император Священной Римской империи Рудольф II Габсбург, короли Испании и Франции. Однако после смерти папы Климента VIII кавалер д’Арпино пережил кратковременную опалу и даже оказался в тюрьме за незаконное хранение оружия (на самом деле у него была прекрасная коллекция аркебуз). По мнению некоторых, обвинение оказалось предлогом (возможно, придуманным кардиналом Шипионе Каффарелли-Боргезе, любимым племянником Павла V, чтобы завладеть коллекцией картин Чезари). Процесс, по сути, завершился в 1607 году даром (похожему на конфискацию) картинной галереи художника Апостольской палате. Многие из этих работ окажутся на вилле племянника кардинала и до сих пор являются частью Галереи Боргезе в Риме. Вероятно, в 1607 году, после конфискации его коллекции произведений искусства, кавалер д’Арпино покинул Рим, чтобы временно удалиться в Арпино.
В последующие годы Чезари руководил мозаичным оформлением купола собора Святого Петра и Капеллы Паолина в церкви Санта-Мария-Маджоре, где он написал фигуры пророков в парусах купола и Святого Луки над алтарем. В конце жизни его официальные признания умножились: он переизбирался принцем (председателем) Академии Святого Луки в 1615 году и в 1629 году. 13 июля 1630 года художник был пожалован Крестом и титулом кавалера ордена Святого Михаила.
В 1618 году Чезари женился на римской простолюдинке по имени Доротея. Брак по любви увенчался рождением двух сыновей, Муцио и Бернардино, которые также стали художниками. Последние годы своей жизни Кавалер д’Арпино провёл в своём доме на улице Виа деи Серпенти, купленном в 1636 году.
История похорон художника связана со скандальным процессом переноса его надгробия из церкви Санта-Мария-ин-Арачели в Сан-Джованни-ин-Латерано (возможно, по инициативе Барберини) и со строительством величественного памятника из полихромного мрамора в стиле Борромини и с бюстом работы Никколо Менгини, созданным посмертно, возможно, на основе предыдущих портретов, и дополненным геральдическим щитом, напоминающим о прозвище художника, и с хвалебной эпитафией.
Кавалер д’Арпино написал много картин и в своё время считался первым среди римских живописцев. Он открыл собственную школу, в числе его учеников были Гвидо Аббатини, Пьер Франческо Мола, Микеланджело Черквоцци, Франческо Аллегрини да Губбио, Винченцо Маненти и Бернардино Парасоле. Единственными прямыми последователями были его сыновья Муцио (1619—1676) и Бернардино (?-1703). Но самым заметным и удивительным учеником был Караваджо. В 1593—1594 годах Караваджо работал в мастерской Чезари живописцем цветов и фруктов.
Картины Кавалера д’Арпино хранятся во многих музеях: в парижском Лувр, в Мюнхенской старой пинакотеке, в Дрезденской, Дармштадтской и некоторых других галереях. В Санкт-Петербургском Эрмитаже имеется картина Арпино: «Святая Клара при осаде города Ассизи».

## Галерея

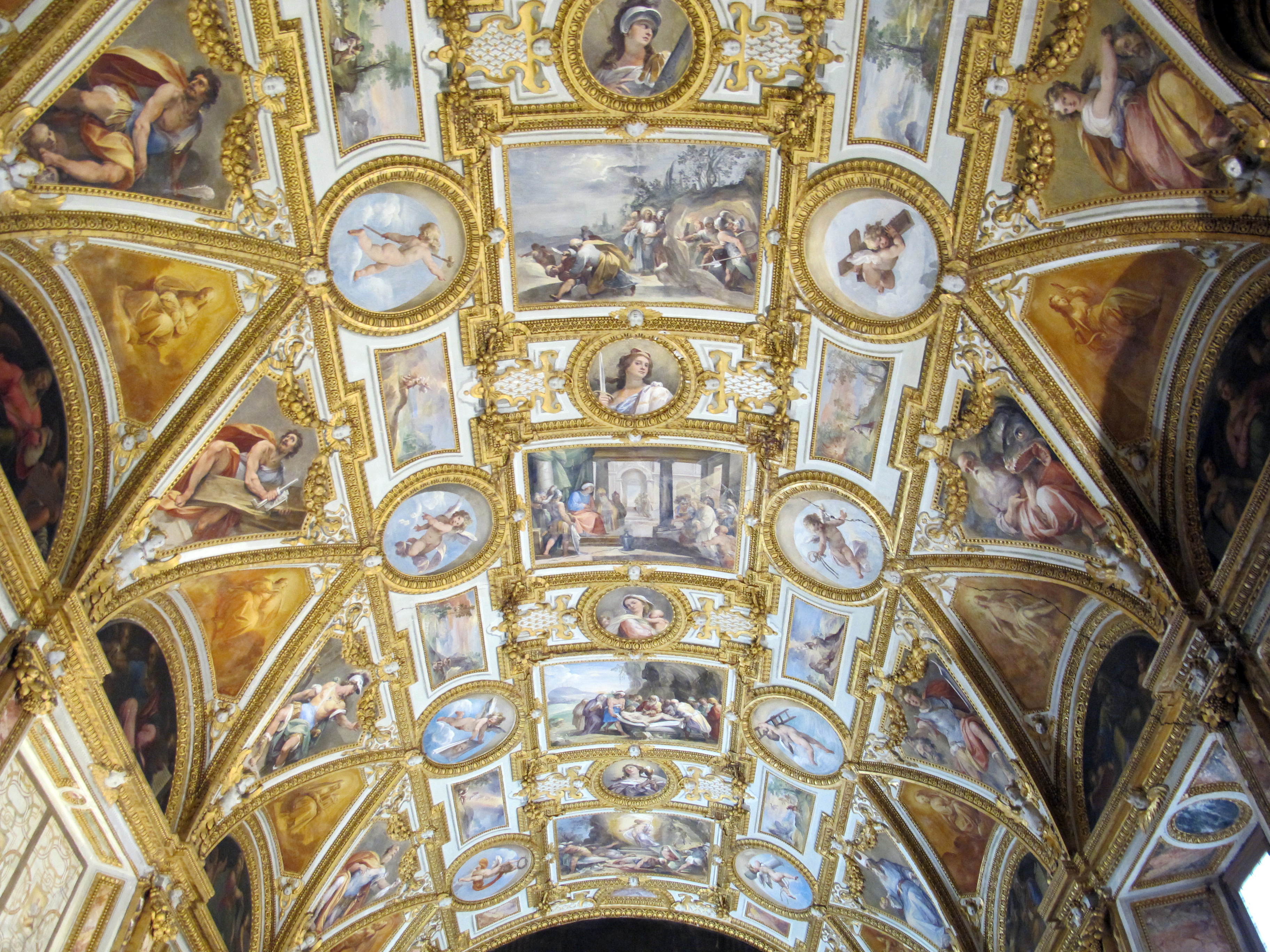
Роспись свода сакристии Чертозы Сан-Мартино в Неаполе. 1596—1597
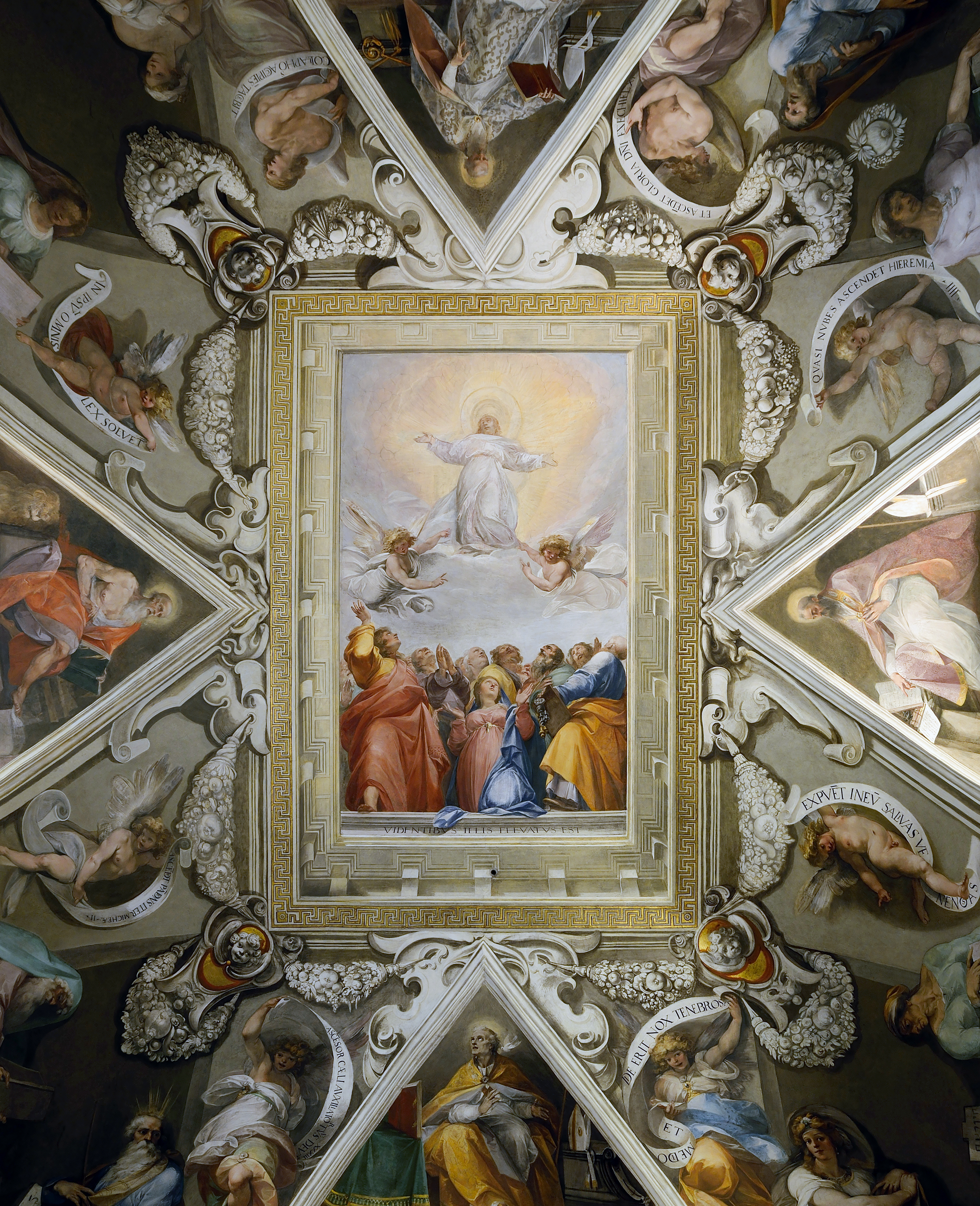
Вознесение Христа. Роспись свода Капеллы Ольджиати церкви Санта-Прасседе в Риме. 1593—1595
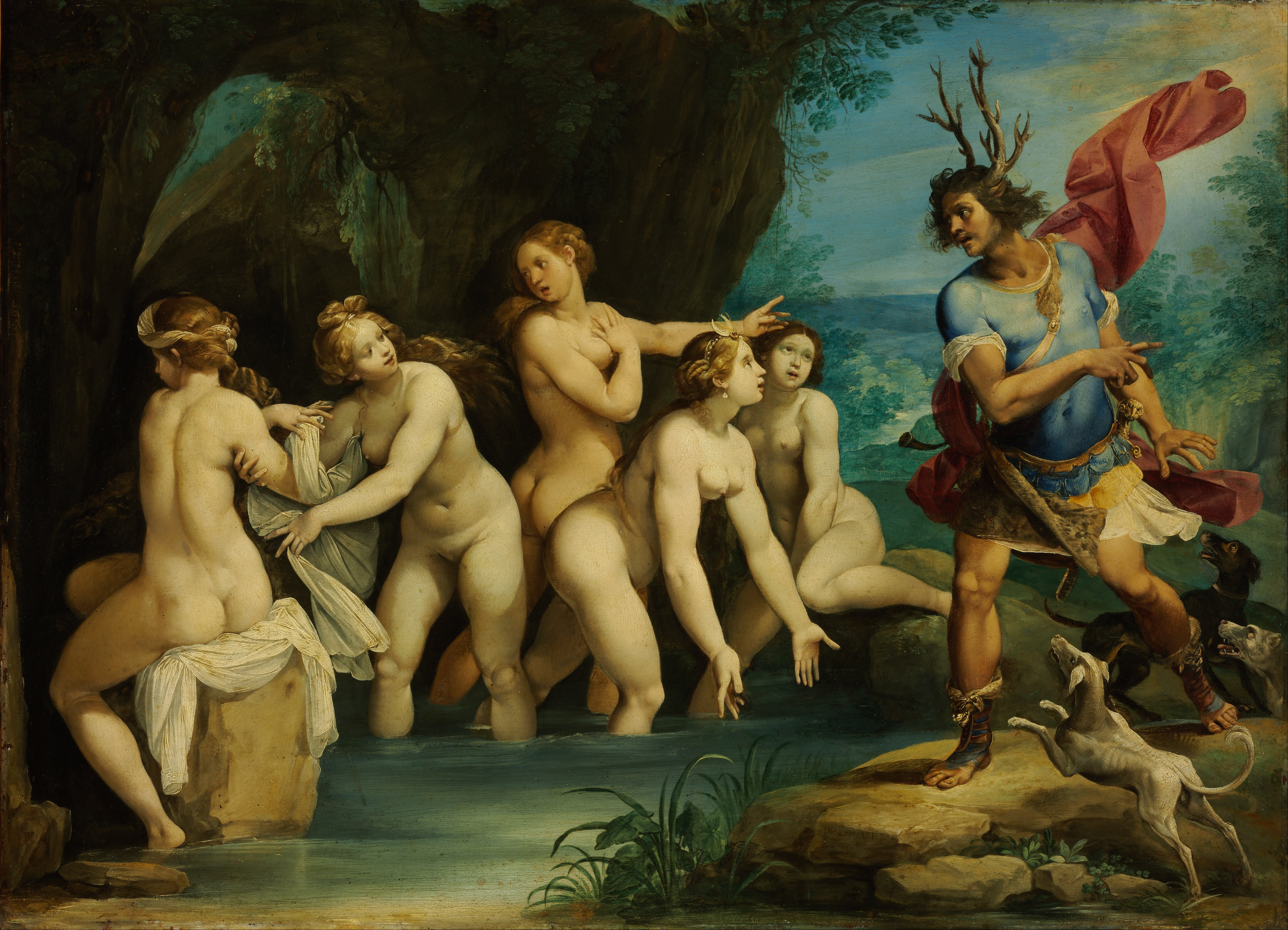
Диана и Актеон. Ок. 1602. Медь, масло. Музей изобразительных искусств, Будапешт
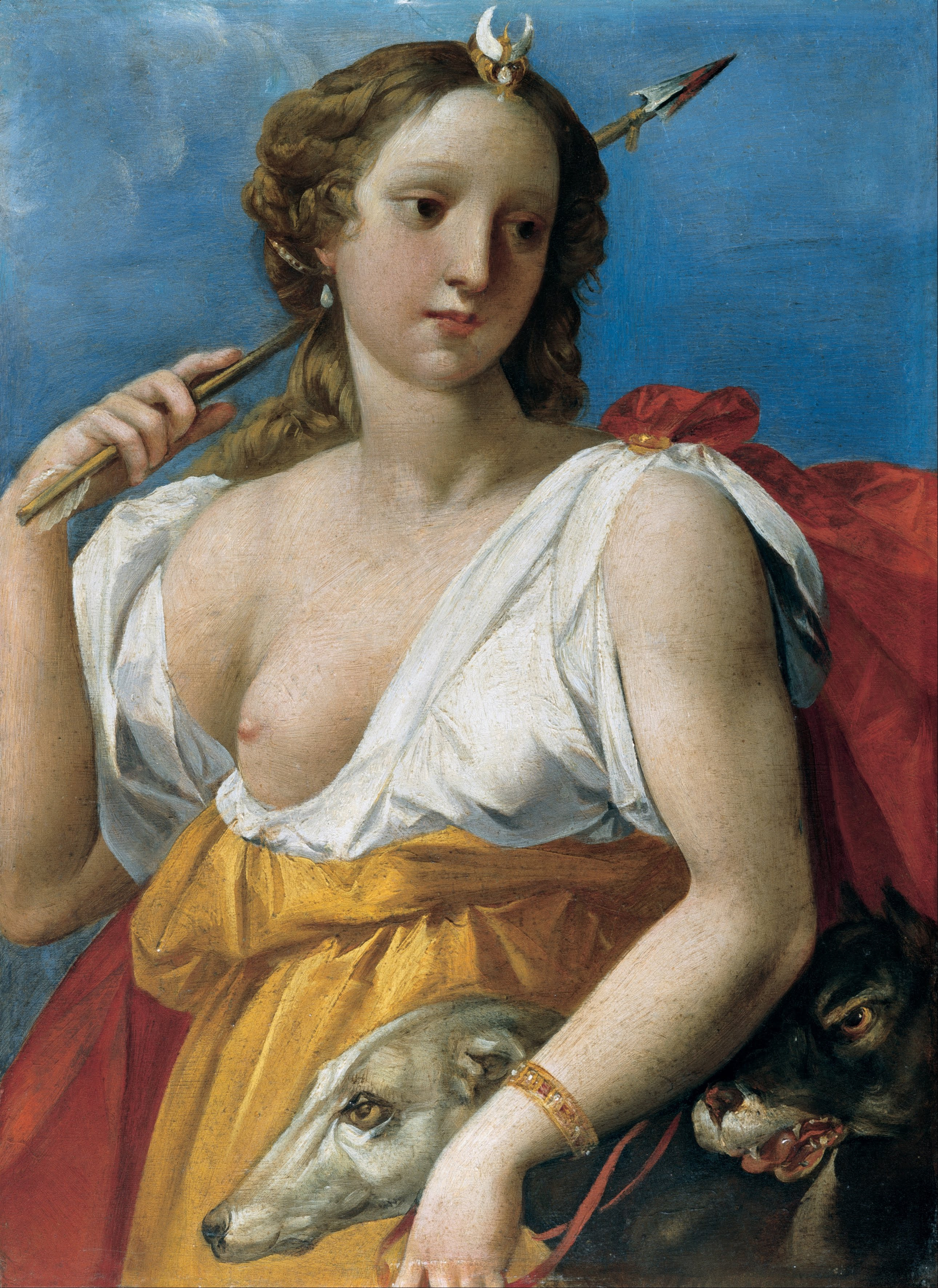
Диана-Охотница. 1601–1603. Дерево, масло. Капитолийские музеи, Рим
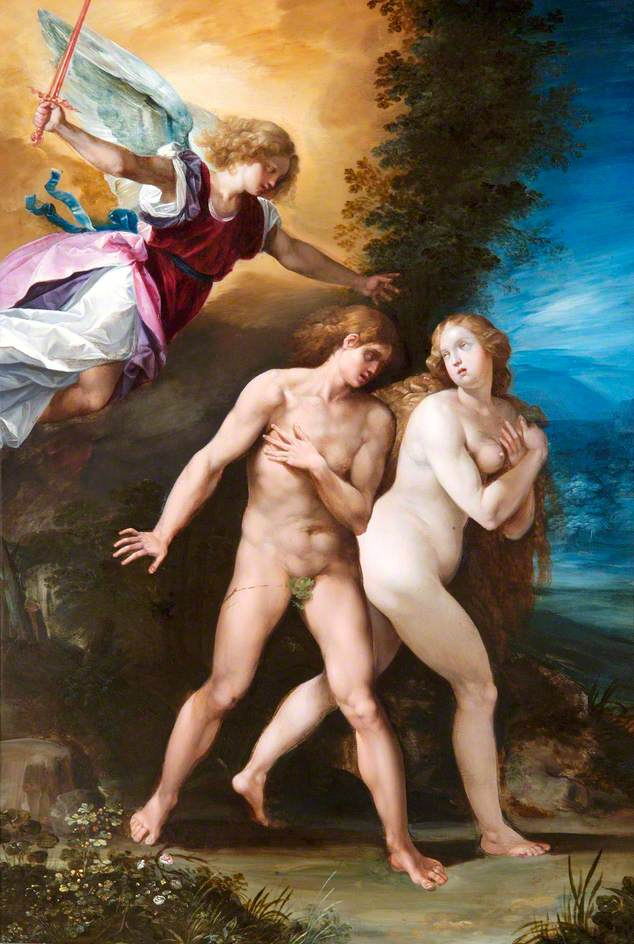
Изгнание из рая. 1600—1610. Медь, масло. Эпсли-хаус, Лондон
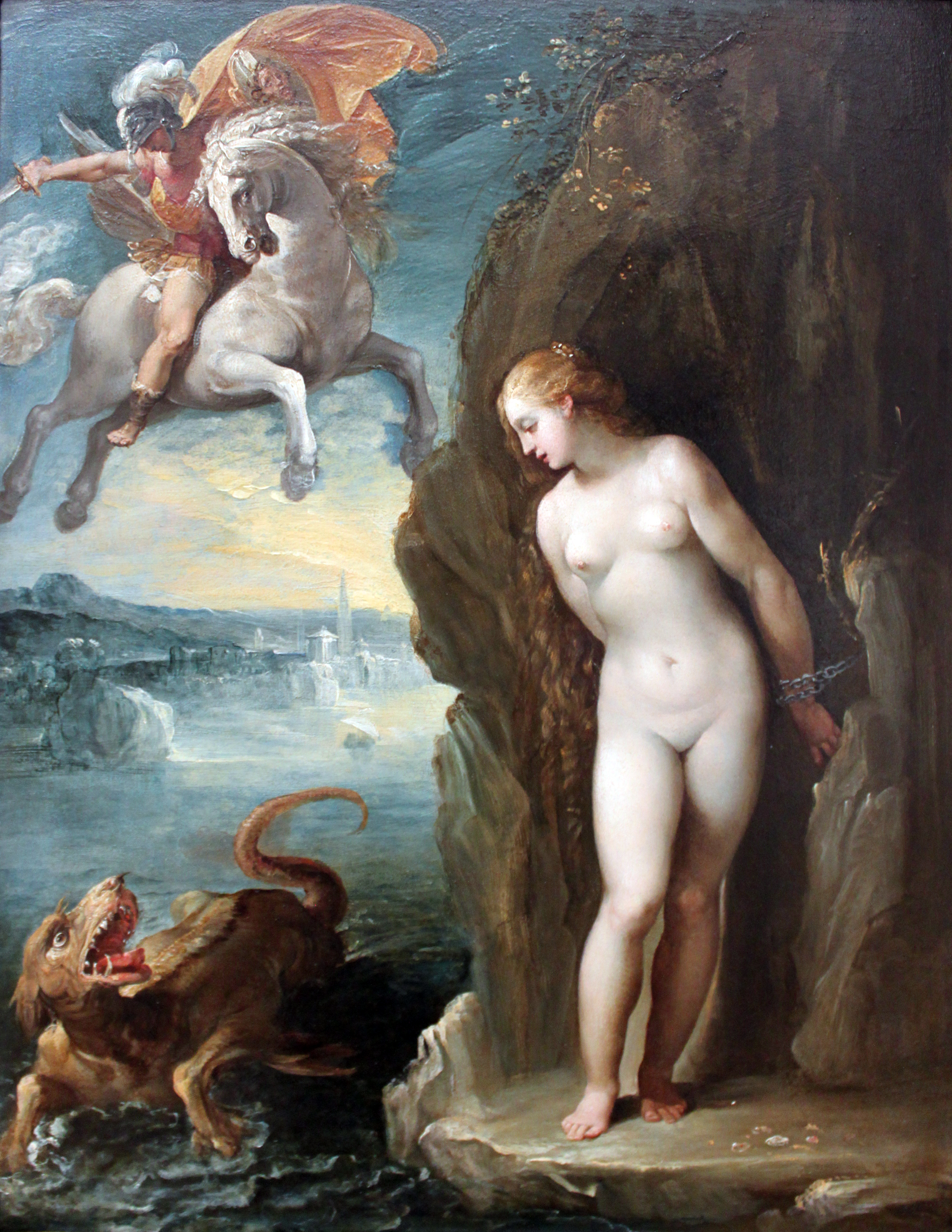
Персей освобождает Андромеду. 1594—1598. Сланец, масло. Берлинская картинная галерея
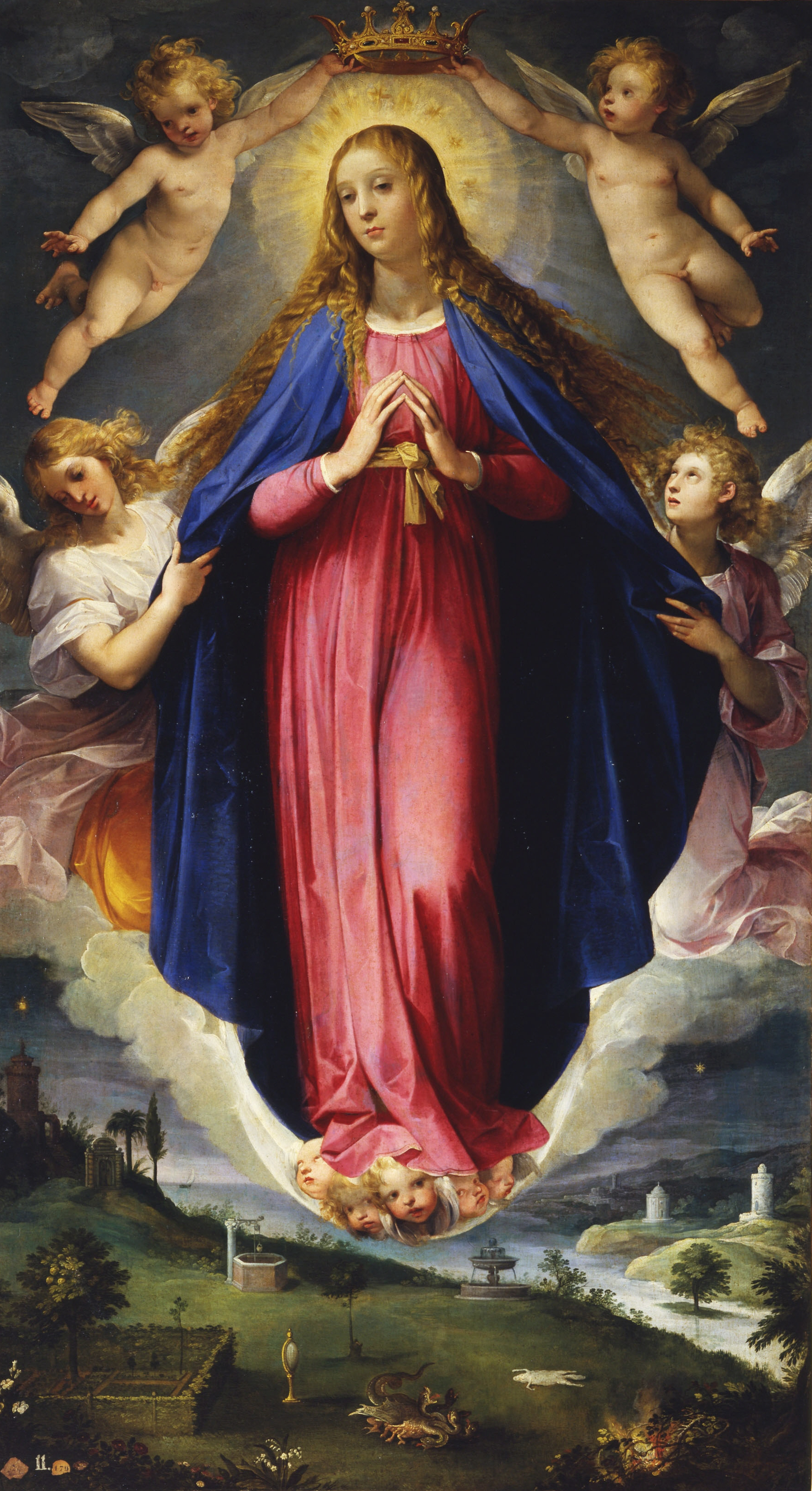
Мадонна Иммакулата. 1583—1640. Холст, масло. 	Королевская академия изящных искусств Сан-Фернандо, Мадрид
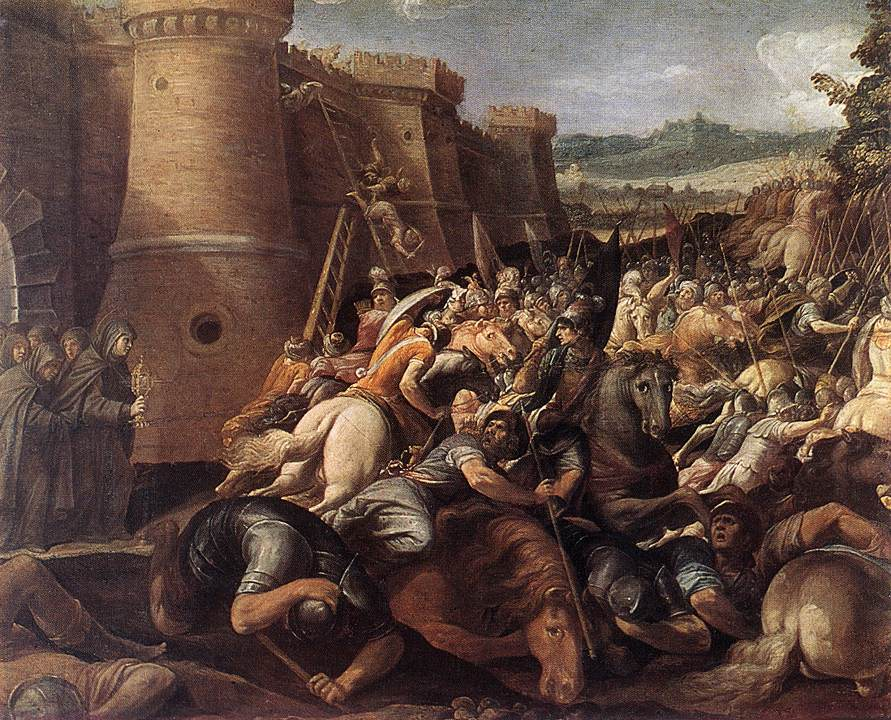
Святая Клара при осаде города Ассизи. 1630-е гг. Дерево, масло. Государственный Эрмитаж, Санкт-Петербург